# Libertador General San Martín (kommunhuvudort i Argentina)
Libertador General San Martín är en kommunhuvudort i Argentina.   Den ligger i provinsen Jujuy, i den norra delen av landet, 1 400 km norr om huvudstaden Buenos Aires. Libertador General San Martín ligger 485 meter över havet och antalet invånare är 49 267.
Terrängen runt Libertador General San Martín är platt åt sydost, men åt nordväst är den kuperad. Libertador General San Martín är det största samhället i trakten.
Trakten runt Libertador General San Martín består till största delen av jordbruksmark. Runt Libertador General San Martín är det ganska glesbefolkat, med 29 invånare per kvadratkilometer.